# Opius utahensis
Opius utahensis är en stekelart som beskrevs av Charles Joseph Gahan 1913. Opius utahensis ingår i släktet Opius och familjen bracksteklar. Inga underarter finns listade i Catalogue of Life.